# 熊谷章洋
熊谷 章洋（くまがい あきひろ、1967年2月15日 - ）は、男性のフリーアナウンサー。CBC中部日本放送の元アナウンサー、ディレクター。愛知県豊橋市出身。血液型はB型。愛知県立豊橋南高等学校、名古屋大学法学部卒業。現在は圭三プロダクションに契約アナウンサーとして在籍。

## 人物・来歴
愛知県立豊橋南高等学校、名古屋大学法学部卒業。大学在学中はSBFに在籍した。
1989年CBCに入社。テレビ・ラジオの番組に出演。ラジオ番組CREATIVE COMPANY 冨田和音株式会社 木曜日のディレクターも務めた。
1996年CBCを退社。1997年圭三プロダクションに所属し、フリーアナウンサーとなる。
フードコーディネーター、消費生活アドバイザーの資格を持つ。

## 現在の出演番組
- FMヨコハマラジオショッピング（FMヨコハマ、2010年11月 - ）

## 過去の主な出演番組（フリー転身後）
- ズームイン!!SUPER（関東地方中継キャスター、日本テレビ）
- サタデースポーツナレーション - NHK
- ズームイン!!朝!中継リポーター - 日本テレビ
- 摩訶!ジョーシキの穴レポーター - 日本テレビ
- ニュースSUPERLIVE中継キャスター - 日本テレビ
- ほっと!HOT!!ちば - 千葉テレビ放送

## CBC時代の主な担当番組
- ビッグモーニング愛知・岐阜・三重担当キャスター
- 日本有線大賞
- 土曜9時半・100％女性倶楽部
- アッコにおまかせ!
- こども音楽コンクール（ラジオ）